# 105-й окремий механізований батальйон (Україна)
105-й окремий механізований батальйон (105 ОМБ) — військове формування Сухопутних військ Збройних сил України. Входить до складу 63-ї окремої механізованої бригади.

## Історія
На початку 2022 року батальйон воював у Миколаївській області. У селі Благодатне 105-й і 106-й батальйони перебували в оперативному оточенні протягом 100 днів і зазнали там велкиих втрат. Українські війська втримали ці території і відбили згодом.
30 серпня 2024 року підрозділ «Смайлики» спалив у лісі російський танк.
У січні 2025 року пілоти батальйону показали низку уражень російських штурмовиків на Лиманському напрямку.
На початку серпня 2025 року на офіційній сторінці бригади було повідомлення про реорганізацію в бригаді та переформатування підрозділу у 1-й механізований батальйон

## Структура
- підрозділ БПЛА «Богомоли»[5]
- підрозділ БПЛА «Смайлики»[5]

## Втрати
- листопад 2022 — Красівов Микола, полковник, командир батальйону.[6]